# Dario Benuzzi
Dario Benuzzi (* Januar 1946 in Vignola, Emilia-Romagna) ist ein italienischer Autorennfahrer, der besonders aufgrund seines Engagements beim Automobilhersteller Ferrari bekannt wurde. Er testete die Straßenfahrzeuge ab dem Ferrari Dino 246. Darüber hinaus absolvierte er für die Scuderia Ferrari Formel-1-Testfahrten.

## Leben
Als Testfahrer bei Ferrari ist er für die Entwicklungsarbeit verantwortlich, bei der er täglich fünf bis sechs Stunden in einem Ferrari auf deren Rennstrecke, der Pista di Fiorano, fuhr. Ursprünglich begann seine Karriere aus dem benachbarten Vignola im Jahr 1971 als Mechaniker, wo er sich bei Ferrari um einen Job bewarb. Ein paar Jahre später begann er in einer Prototyp-Abteilung. Mit der Zeit wurde er zum Testfahrer.
Von den späten 1980er-Jahren bis 1993 war er Testfahrer beim Formel-1-Rennstall von Ferrari.
Im Vorfeld der Olympischen Winterspiele 2006 war Benuzzi ein olympischer Fackelträger. Er übergab die Fackel an Luca Badoer.